# Rollo May
Pour les articles homonymes, voir May.
Rollo May, né le 21 avril 1909 à Ada (Ohio) et mort le 22 octobre 1994 à Tiburon (Californie) est un psychologue existentialiste nord-américain.

## Œuvres
Les ouvrages sont présentés par date de publication originale croissante.
- The Art of Counseling, 1939
- The Springs of Creative Living: a Study of Human Nature and God, 1940
- The Meaning of Anxiety, 1950
- Man's Search for Himself, 1953
- Amour et volonté (Love and Will), 1954
- Existence: A New Dimension in Psychiatry and Psychology, 1958. New York : Simon and Schuster.
- Le Désir d'être. Psychothérapie existentielle. (Existential Psychotherapy), 1967
- Psychology and the Human Dilemma, 1967
- Power and Innocence : a Search for the Sources of Violence, 1972
- Paulus: Reminiscences of a Friendship, 1973
- Le Courage de créer : de la nécessité de se remettre au monde (The Courage to Create), 1975
- Freedom and Destiny, 1981
- The Discovery of Being : Writings in Existential Psychology, 1983
- My Quest for Beauty, 1985
- The Cry for Myth, 1991
- The Psychology of Existence: An Integrative, Clinical Perspective, 1995 (avec Kirk J. Schneider)

## Récompenses et distinctions
La Society for Humanistic Psychology, division de l'American Psychological Association, remet régulièrement le Rollo May Award à un individu pour sa quête indépendante et remarquable de nouvelles frontières à la psychologie humaniste.